# Elia Torroella Busquets
Elia Torroella Busquets   (Calonge i Sant Antoni) és una farmacèutica i empresària catalana.
Llicenciada en farmàcia per la Universitat de Barcelona, ha treballat en els àmbits de la prevenció i les vacunes. Des del 1996 treballa al departament I+D de la farmacèutica Hipra, promovent el desenvolupament de vacunes innovadores. El 2022 va rebre el premi Balmis del Rotary Club d'Alacant per la seva tasca en la vacuna contra la covid-19. El 2024 va rebre la Creu de Sant Jordi.